# 크리스토퍼 래시
크리스토퍼 키트 래시(영어: Christopher Kit Lasch) (1932년 6월 1일 ~ 1994년 2월 14일)는 미국의 역사학자, 윤리학자와 사회 비평가이다.
컬럼비아 대학교에서 윌리엄 로히텐버그 (William Leuchtenburg) 교수로부터 멘토링을 받았던 래시는 로체스터 대학교에서 교수로 활동했다. 그는 역사를 통해 미국의 사회가 눈을 뜰 수 있도록 하고자 했다. 그가 쓴 책 중에서는 The New Radicalism in America (1965), Haven in a Heartless World (1977), The Culture of Narcissism (1979)과 The True and Only Heaven (1991) 등이 있고 많은 이들이 그의 책들에 대해 토의하고 평가하였다. The Culture of Narcissism의 경우 갑작스런 베스트셀러가 되었고 ‘최근 관심사 (페이퍼백)’ 분야에서 ‘내셔널 북 어워드’를 수상하였다.
래시는 항상 진보주의에 대해 비판적이었고 진보주의 불만에 대한 사학자였지만 시간이 지나며 그의 정치적 관점은 극적으로 변화되었다. 1960년대에 그는 네오 마르크시즘이자 냉전 자유주의에 대해 가혹한 비평가였다. 1970년대에 그는 우상 파괴적인 인물이 되었고, 문화보수주의와 마르크스 자본주의 비판을 융합시켰다. 또한 그는 그가 감지한 미국 문화와 정치의 하락을 진단하기 위해 프로이드의 영향을 받은 비판 이론을 내세웠다. 이 당시에 그가 쓴 글들로 인해 그는 여성주의자들로부터 비난을 받았지만 그가 전통적 가족을 지지하는 것 때문에 보수주의자들로부터 극찬을 받았다. 그는 자주 언급되지는 않지만, 미국인들의 ‘진전’에 대한 만연한 믿음이 그의 논쟁들에 저항하게 만드는 경향이 있다고 결론지었다. 그가 마지막에 했던 작품들에서는 이런 테마에 더욱 깊게 파고들며 억눌리고 오해를 받는 19세기와 20세기 초반의 포퓰리즘과 아르티장(장인) 운동으로부터 미국인들은 배울 것이 많다고 말하였다.

## 생애
크리스토퍼래시는 1932년 오마하에서 외동으로 태어나 강한 진보 성향을 띠는 정치적인 집안에서 자랐다.
그의 아버지, 로버트 래시는 세인트 루이스 출신으로 시카고선과 세인트루이스 포스트-디스패치의 저명한 편집자이자 저널리스트였다.
그는 베트남 전쟁을 비판하는 사설들로 퓰리처상을 수상하기도 하였다.
래시의 어머니, 조라 래시는 심리학 박사학위를 보유하고 있었으며 사회복지사이자 선생님이었다.
래시는 어릴 적부터 미술과 문장에 관심을 보였다.
초등학교 시절에 지역 신문을 출판하거나 단편 소설을 시도하는 등에서 일찍이 글을 쓰는 직업을 고려하였다는 것을 알 수 있다.
1954년 하버드대에서 졸업한 후 컬럼비아 대학원에서 그의 연구에 큰 영향을 미친 윌리엄 로이텐버그와 리처드 홉슈테터의 제자로써 공부하였다.

## 죽음
1992년도에 암 수술을 성공적으로 마친 듯 보였으나 다음 해인 1993년에 전이성 암을 판정받고 삶을 지속할 수 있는 가능성이 낮다는 진단을 받았다.
그는 이 소식을 듣고 항암치료를 받게 되면 글쓰기와 가르치는 일을 계속할 수 없을 것이라고 생각하여 항암치료를 받지 않기로 결정한다.
그는 한 기자에게 “저는 미국인의 정서에 깊게 박혀있는 겁쟁이처럼 삶을 붙잡고 늘어지는 것을 혐오합니다,” 라고 말했다.
래시는 뉴욕에 있는 그의 집에서 1994년 2월 14일, 61세에 암으로 사망했다.
죽기 전 마지막 몇 개월 동안 그는 그의 딸과 1994년에 출판된 엘리트의 반란과 민주주의의 배반이라는 책을 완성하는 데 힘을 기울였다.
책에서 그는 교육과 업적의 사회이동성을 통해 성공한 집단인 엘리트주의자들을 맹렬히 비난하였다.
또한, 그는 딸의 소개가 수록된 여성과 일상생활이란 책의 목적을 마무리하였다.

## 업적
래시는 윌리엄스 칼리지, 루즈벨트 대학, 아이오와 주립대학, 노스웨스턴 대학에서 역사를 가르쳤다.
1970년부터 생을 마감할 때까지 로체스터 대학에서 역사 교수로 지냈다. 그의 학생들의 의하면 래시는 자기 자신을 미국인들이 미국의 현대 상황을 인식하는 것을 돕는 역사학자이자 도덕주의자라고 생각했다고 한다.
60년대에 그는 자신이 찰스 라이트 밀스와 같은 작가들뿐만 아니라 더 전 세대 때 활동한 사회평론가 드와이트 맥도날드로부터 영향을 받은 사회학자라고 하였다. 나아가 그는 프랑크푸르트 대학교의 작가들과 영국의 마르크스주의 좌파잡지였던 뉴 레프트 리뷰의 영향을 받고 마르크스주의가 필수적이라는 의견을 밝혔다.
그러나 70년대부터 뉴 레프트 리뷰의 진보에 대한 입장에 대해 비판하기 시작한다. 이 시기 즈음 래시는 특유의 사회 비평 방식을 갖추어 나가기 시작하는데 그 방식은 프로이드와 자본주의와 자본주의의 전통적 기관에 대한 영향에 관해 회의하는 구식 보수주의자의 사고가 혼합된 방식이었다.
래시는 로이텐버그, 홉슈테터, 프로이드 외에 오레스테스 브라운슨, 헨리 조지, 루이스멈 포드, 자크엘 륄, 라인홀드 니부어, 그리고 필립 리프에게 영향을 받았다. 그가 로체스터 대학에서 함께 일한 사람 중에는 유진 제노비즈, 허버트 구트만, 레옹 핑크, 러셀 쟈코비, 브루스 레빈, 데이비드 노블 등이 있었다.

## 이론
래시는 명망있는 미국 역사가이자 사회 비평가로서 1960년대부터 1990년대까지 지식인들의 역할과 사회악의 근원들을 탐구하였다.

### 초기
래시의 초기에 미국 급진주의가 어느 순간 사회적으로 옹호 받을 수 없다고 주장하였다. 좌파 일원들은 전문화된 역할을 확립하고 상업화된 생활방식을 채택하기 위해 사회를 지탱하는 윤리를 와해시키고 이전의 약속들을 경제의 공정성과 권력의 의혹에 져버리게 되었다.
1965년에 출판된 래시의 첫 주요 책, The New Radicalism in America: The Intellectual as a Social Type는 이러한 생각들을 바탕으로 쓰여졌다.
이 책은 권력을 축적하고 사회를 개조하려 했지만 뉴딜 정책의 약속을 지키지 못했던 20세기 자유주의의 노력을 명료하게 비평하고 있다. 그의 대부분의 책들은, 아무리 철저하게 역사적인 책일지라도, 지나치게 탐욕스러운 자본주의 정신의 형성을 대표하는 급진파들에 대한 날카로운 비판이 포함되어 있다.
래시의 가장 유명한 작품인 The Culture of Narcissism (1979)는 현대의 자본주의의 주도권과 필립 리프(Philip Rieff)가 이론화시킨 ‘치유적인’ 사고방식이 사회와 가정생활에 침범했다는 주장을 연결시키려고 했다. 래시는 20세기에 일어난 사회발전(2차 세계 대전과 그 이후 소비사회로의 변화)이 자애적인 성격으로의 변화를 초래했다는 것을 주장했다. 즉, 개인의 약한 자아개념이 지속적인 관계유지에 대한 두려움, 노화에 대한 두려움, 명성과 유명인사들에 대한 끝없는 찬양이 사회를 변화시켰다. 또한 래시는 이러한 자애적인 성격이 직업의 구조적인 변화(농업과 제조업의 축소, ‘정보화시대’의 출현)에 순응한다고 주장했다. 이러한 발전으로 특정한 ‘치료적’ 감성, 즉 의존성이 필연적으로 생겨났다. 이것은 우연일 수도 있지만, 오래된 관념들, 자립심, 자주성을 약화시켰다. 1970년대에는 개인주의에 대한 요구가 절실해졌지만 “의미 있는” 개인주의는 실현할 수 없었다.
The True and Only Heaven이라는 책에서 래시는 “포퓰리즘”의 몰락에 대한 설명과 함께 미국 중산층의 사회변화에 대해 명료하게 비평하였다. 그는 이런 포퓰리즘의 대안적인 전통으로 복귀하는 것을 추구하였다. 여기서 말하는 전통은 사회전체의 구원을 위한 것에 대해서는 회의적인 경향이 있다. 이것은 철저하게 민주적이고 그러한 면에서 좌파에 해당된다. 그러나 전통에 대한 존중이 깊고 종교도 인정해준다는 점이 보통 좌파와는 다르다. 그리고 미래에 대한 희망을 제공하는 사회운동은 대부분의 도덕적 영감을 예전 서민의 급진주의, 진보의 폐단, 생산자의 관점에서 형성된 관료주의의 대규모화 찾아야 된다고 말했다.

### 1980년대
1980년대에 래시는 현대 미국의 주요 정치적인 사상에 대해 경멸하게 되고 이것에 대해 분노한 자유주의자들은 진보주의와 여성주의를 비판하였다.
그는 “과거의 여성의 업적을 존중하는 여성주의운동이라면 가사, 어머니의 역할, 이웃사회를 위한 봉사를 폄하하지 않을 것이다”라고 언급했다. 성취의 상징이 급료만 될 수 있게 하지 않을 것이다. 그는 사람들이 월급은 높지만 가족과의 시간을 뺏는 화려한 직업보다는 자존감을 지킬 수 있는 명예로운 직업이 필요하다고 주장했다.
진보 기자인 Susan Faludi는 라쉬가 낙태할 수 있는 권리에 대한 운동을 비판하고 이혼에 반대했기 때문에 반여성주의자라고 불렀다. 그러나 래시는 Ronald Reagan의 보수주의를 전통과 도덕적인 책임의 대조라고 여겼다.
래시는 일반적으로 그때 당시의 뉴라이트(New Right)의 원인, 특히 자유의지론의 요소들에 대해 동조하지 않았고, 미국사회의 모든 면에 자본주의가 침범하는 점을 몹시 싫어했다. 래시는 사회적 용인과 경제의 중앙집중이 미국의 진보적인 이상의 기반을 형성한 뉴딜 정책이 생겨날 때쯤에 출현한 지배적인 정치 기라성을 거부함과 동시에 William F. Buckley 와 Russell Kirk에 의해 만들어진 진보주의와는 전혀 다른 종합적인 보수주의에 대해서도 질책했다.
래시는 그의 사회철학과 가장 가까운 사상인 사회주의에 대해서도 놀랍게도 비판적이었고 때로는 무시하기도 하였다. 오직 포퓰리즘만이 경제적 공정성 (꼭 평등이 아니더라도 계급을 줄이는 것), 참여 민주주주의, 사회결합 그리고 도덕적 준엄에 대한 래시의 기준에 부합한다.
그러나 포퓰리즘은 뉴딜 정책 시기에 중대한 실수를 범하게 되고 갈수록 적들을 끌어들이게 되고 동맹들에게 무시 받게 된다. 예를 들면 그는 마틴 루터 킹의 초기 사상을 미국 포퓰리즘의 본보기로 여겼다. 그러나 래시의 관점에서 마틴 루터 킹은 말년에 진행 중이었던 인종의 계층화에 대해 근본적으로 관료주의적인 해답을 받아드리면서 그의 급진적인 비전에 미치지 못하였다.

### 진보주의와 반-엘리트주의
래시는 미국 사회의 엘리트들에 대해 강한 회의감을 드러낸다.
그들은 사상의 전파와 능력주의 덕분에 존재하는데, 이것들은, 래시에 의하면, 미국 사회의 진실된 민주주의와 인간중심의 공동체들의 마지막 흔적까지 남김없이 사라지게 하는데 큰 일조를 하였다. 래시의 사회 고발이 시사하는 점은 진보주의란 세속화된 엘리트들의 영향력을 대변한다는 것이다. 이 엘리트들은 전통을 무시하며, 공동체에 대한 회의를 드러내고, 전통적인 가족 개념에 적대적이며, 그들에게 특권을 부여한 미국에 반감을 가진다.
래시는 그 특유의 비관주의로 많은 비판을 받았는데, 대부분은 그가 행했던 비판의 대상이 주로 미국과 미국인들이었기 때문이었을 수도 있다.
래시에게 중요했던 것은 미국인들을 공언된 도덕적, 정치적 규율(code)로부터 벗어나지 않게 하는 것과 미국인들이 추구하려 했던 가치들로부터 그들이 얼마나 멀어졌는지 깨닫게 하는 것이었다.
래시는 그가 그의 부모로부터 물려받은 전통(혹은 관습, a tradition)에 많은 중점을 둔다. 이 전통은 중서부 진보주의의 전통으로, 그의 비판의 주된 대상이 되기도 했지만, 여전히 그의 커리어에 큰 영향을 끼친 전통이다. 첫 번째로, 그의 사상에서 나타나는 이 전통의 흔적은 그가 인간의 완전무결성과 박애에 대해 회의주의적 태도를 취하는데 영향을 미친 프로테스탄트적 도덕주의에 대한 강조다. 두 번째는 그 전통으로부터 래시는 지역 단위의 민주주의에 대한 일종의 믿음을 지니게 되었다. 마지막으로, 그가 선대의 진보주의로부터 물려받은 것은 국제적 환경에서의 팽창주의적이고 제국주의적이기까지 하는 미국의 행태에 대한 강한 적대감이다.

## 저서
래시는 1962년에 처음으로 출간된 그의 저서 The American Liberals and the Russian Revolution에서 러시아 혁명에 대한 미국 자유주의자들의 반응을 다루었다. 그 책은 당대 지식인들의 ideas에 대한 분석을 중심으로 당시 외교 정책에 대한 여론, 미국의 냉전체제 형성의 기원 등을 함께 살핀다. 이 책에서 그의 당시 미국 정부의 정책에 대한 회의주의를 엿볼 수 있다.
래시의 두 번째 저서, The New Radicalism in America (1965)는 “지식인들의 별거”(the estrangement of intellectuals)를 관습적인 정치 뿐만 아니라 중산층의 관습적으로 형성된 삶의 방식에 대한 대항으로 해석하는 약전들을 엮어낸 책이다. 래시는 불만족스러운 가족 및 인간 관계가 지식인들로 하여금 정치적 입장들 속에서 추상적인 경험을 이끌어내게 했다고 주장했다. 이 책은 권력, 미국의 외교 정책, 여성의 역할, 개인적 관심사들과 공공 정책 간의 관계, 지식인들과 정부와의 관계에 대해 심도 있게 다루었다.
1960년대와 1970년대에 쓰여진 두 책, The Agondy of the American Left와 The World of Nations는 국가적 및 전세계적 위기들에 관한 라쉬의 견해를 담은 에세이들이다. 이 에세이들은 당대의 큼직한 사건들과 그와 관련된 논쟁들을 다루고 있으며, 민주 사회주의에 대한 동정과 연민, 미국의 타국 간섭에 대한 비판과 같은 래시의 정치적 견해들을 드러내고 있다.
1970년대가 끝나갈 무렵, 래시는 가족과 그와 관련된 문화적 맥락들에 대해 관심을 갖기 시작했다. 그는 중세 때부터 시작된, 서유럽과 미국의 결혼과 가족의 역사에 대해 연구하였다. 이를 토대로 Haven in a Heartless World(1979)를 집필하였다. 이와 비슷한 시기에 그는 또 다른 저서, The Culture of Narcissism(1979)를 출간했다. 이 책은 금세 베스트셀러에 등극하였고, 래시는 이 책으로 인해 누구나 다 알 정도로 유명해졌다.
래시는 역사가이자 사회 비평가이지만, 사회 비평가로서 더 유명했는데 이는 1970년대 후반부터 1980년대 초반까지 나르시시즘 철학이 대중화된 것과 연관이 있다. 이 ‘나르시시즘’에 대한 철학은 자기 확대에 열을 내던 레이건 정권이 이기주의로 조잡하게 해석하면서 미국적 원죄를 포괄적으로 묘사하는 것으로 변모하였다.
가장 잘 알려진 래시의 나르시시즘과 가족에 대한 글들은 절대 간단하지 않다. 그는 정신분석이론과 그와 관련된 사료 편찬에 대해 다루는 한편, 동시에 독자들이 그들 자신의 개인적, 사회적 곤경들의 징후를 이해할 수 있는 방식으로 나르시시즘의 증상들을 묘사하였다.
래시는 칼 마르크스와 지그문트 프로이트로부터 이어져 오는 지적 전통을 계승하여, 한 발 더 나아가, 가치 체계와 권력 구조를 포함한 문화의 본질을 경제질서와 관련시키는 관점을 제공하였다.
가족은 정신분석적 발달의 창조자임과 동시에, 래시에 따르면, 역사적 발전의 산물이다. 산업자본주의적 구조가 아빠를 가족으로부터 분리하면서 아이가 자각하는 삶에서의 아빠의 역할은 축소된다. 엄마가 양육에 있어 전문가들에 기댈 때, 그녀는 조직화된 사회 통제적 기관에 종속된다. 이렇게 외부 세계의 변화가 가족의 개념을 재구성하기도 하지만, 중산층 가족 양식의 변화가 외부 세계를 재구성하기도 한다. 조직들은 새로운 형태의 가족의 특징들 중 일부를 보이기도 한다. 여기서 “권위의 치료적 관점”이 파생된다. 덜 권위주의적이고 동료 협조 관계의 형태를 취하기 때문에 ‘조작’과 ‘통제’의 시도는 더 감지하기 힘들어진다. 래시에 따르면, 현대적 삶의 나르시스트적인 증상들에는 희미하고 분산된 불만족, 개인의 자존감의 위기, 장기적 친밀 관계의 회피, 미래에 대한 두려움으로 인한 과거와 연결될 수 있는 가능성의 부재, 그리고 매일의 초자연적 생존에 대한 집착이 있다.
1990년에 발간된 래시의 저서 The True and Only Heaven: Progress and Its Critics는 진보가 바람직하며 불가피하다는 통념에 질문을 던진다. 그는 진보주의가 옹호될 수 없는 여러 명제들에 의존하며, “지구의 유한한 자원은 산업 문명의 무한한 팽창을 지원하지 못한다.”라고 주장한다.
사후에 출간된, The Revolt of the Elites and the Betrayal of Democracy는 현대 사회의 실패를 엘리트주의와 연관시켜 통렬하게 비판한다.

## 같이 보기
- 나르시시즘